# U-571 (영화)
《U-571》은 미국에서 제작된 조나단 모스토우 감독의 2000년 액션, 전쟁 영화이다. 매튜 맥커너히, 빌 팩스톤, 하비 케이틀 등이 주연으로 출연하였고 디노 드 로렌티스와 마사 드 로렌티스가 제작에 참여하였다.
이 영화는 재정적으로 성공하였고 비평가들로부터 좋은 평가를 받았다.

## 줄거리
1942년 5월, 대서양 전투 중 영국 상선을 침몰시킨 후 독일의 U-보트 U-571은 영국 구축함의 폭뢰로 인해 엔진이 심하게 손상되고 모든 기관사와 정비사가 순간적인 화재로 사망한다. U-571의 함장 귄터 바스너 대위는 연합군 정보부에 의해 감청되는 조난 신호를 보낸다.
미국 해군은 독일 보급 U-보트와 비슷하게 잠수함 S-33을 개조하여 에니그마 암호 해독기를 훔치고 U-571을 침몰시키려 한다. S-33 승무원들이 임무를 맡기 전에, 잠수함의 부함장 타일러 대위는 자신의 잠수함 지휘 추천이 그의 지휘관인 달그렌 소령에 의해 막힌 것에 불만을 품는다. 달그렌은 타일러에게 자격은 갖추었지만, 타일러가 주저 없이 즉각적이고 의문스러운 명령을 내릴 수 없다고 말한다. 달그렌은 이것이 잠수함 함장에게 필요한 중요한 자질이라고 믿는다. 이 그룹에는 독일어에 능통한 해군 정보국 소속 허시 중위가 합류하며, 그는 이민자 부모 덕분에 독일어에 능통한 무전병 웬츠와 대화한다. 쿠난이라는 해병이 고성능 폭발물을 싣고 도착한다.
폭풍우가 치는 동안 S-33의 탑승대는 U-571의 승무원들을 기습하고 제압하지만, 허시가 승무원에게 독일어로 말하는 것을 주저하면서 임무가 거의 위태로워진다. 타일러가 치명상을 입은 그릭스를 돌보려고 한 후 웬츠가 대화를 시작할 수밖에 없었다. U-571을 확보한 후, 미국의 S-33은 도착한 독일 보급 잠수함에 의해 어뢰 공격을 받는다. 그 폭발로 쿠난이 사망하고 에밋과 라슨은 익사한다. 바다에 빠져 죽어가던 달그렌은 타일러에게 포획한 U-보트에서 잠수하라고 명령한다. 남은 승무원들은 제1차 세계 대전 참전 용사인 키오 원사, 허시, 그리고 해병 마촐라, 탱크, 래빗, 트리거, 웬츠이다. 타일러는 U-571을 수면 아래로 잠수시키고, 그곳에서 어뢰 대결을 벌여 보급 잠수함을 파괴한다.
대원들은 S-33의 파괴에서 살아남은 두 명, S-33의 요리사 에디와 전기공으로 위장한 바스너를 발견한다. 탱크가 수리를 하고 잠수함을 다시 작동시킨 후, 타일러는 손상된 잠수함을 랜즈 엔드 방향으로 운항하기로 결정한다. 그들은 독일 정찰기에 의해 발견되고, 타일러를 지도자로서 의심하는 마촐라는 래빗에게 타일러의 명령에 반하여 대공포로 비행기를 격추시키도록 설득하려 하고, 이에 타일러는 마촐라를 주먹으로 때린다.
독일 구축함이 접근하고 승무원들이 잠수하려 할 때, 바스너는 감금에서 탈출하여 우현 모터를 고장내고 마촐라를 두 번 쏜다. 하지만 치명상을 입은 마촐라가 바스너에게 달려들어 바스너는 에디에 의해 제압된다. 구축함이 고래보트를 보내지만, 타일러는 승무원들을 다시 돌려보내고 웬츠와 래빗에게 갑판포로 한 발을 발사하여 구축함의 무전실을 파괴하고 상황을 보고하는 것을 막아 연합군이 에니그마 기계를 가지고 있음을 드러내지 않도록 명령한다. 잠수함은 구축함 아래로 잠수하고, 구축함은 폭뢰를 투하하기 시작한다. 타일러는 어뢰발사관에서 파편과 마촐라의 시체를 배출하여 자신들의 파괴를 위장함으로써 구축함을 속여 공격을 멈추게 하려 한다. U-571은 200 미터 (660 ft)까지 내려가고 높은 수압으로 손상된다. 더 깊이 가라앉기 시작하고, 통제 불능으로 상승해야만 이를 역전시킬 수 있다. 타일러는 트리거에게 빌지 수중에 잠수하여 남은 하나의 어뢰발사관에 다시 압력을 가하도록 명령한다. 이는 수면에 도달했을 때 구축함을 침몰시키기 위한 사활을 건 시도이다.
트리거는 침수된 구획 안에서 호스를 사용하여 숨을 쉰다. 그는 후미 어뢰발사관의 공기 밸브를 닫지만, 닿을 수 없는 두 번째 누출을 발견한다. 승무원들은 바스너가 수갑을 채워진 상태에서도 모르스 부호로 잠수함이 파괴되도록 신호를 보내고 있음을 알아내고, 허시는 렌치로 그를 때려 죽인다. U-571은 수면으로 부상하지만 마지막 어뢰를 발사할 수 없다. 추격하는 구축함은 주포로 발포하고, 그 손상으로 인해 트리거의 다리가 공기 호스에 닿지 않는 곳에 끼인다. 그는 익사하지만, 밸브를 닫는 데 성공한다. 타일러는 탱크에게 어뢰를 발사하도록 명령한다. 구축함은 회피 기동을 할 수 없어 침몰한다. 잠수함이 심하게 손상되고 침수되자, 승무원들은 에니그마를 소지한 채 U-571이 침몰하는 것을 지켜보며 잠수함을 버린다. 그들은 미 해군 PBY 카탈리나 비행정에 의해 발견된다.

## 출연
- 매튜 맥커너히 - 타일러
- 빌 팩스톤 - 함장
- 하비 케이틀 - 기관장
- 존 본 조비 - 에미트
- 제이크 웨버 - 히쉬
- 데이빗 키스 - 쿠난
- 테렌스 C. 카슨 - 에디
- 잭 노즈워시 - 월츠
- 톰 가이리 - 트리거
- 매튜 세틀 - 라슨
- 토마스 크레취만 - U-571의 함장
- 에릭 팔라디노 - 만젤라
- 데이브 파워 - 탱크
- 윌 이스티스 - 레빗

## 기타
- 라인프로듀서: 루치오 트렌티니
- 미술: 윌리엄 래드 스키너
- 미술: 괴츠 바이드너
- 특수효과: 피터 도넌
- 의상: 에이프릴 페리
- 배역: 캐롤 루이스
- 자문: 바이스 애드미럴
- 자문: 패트릭 해니핀

## 한국판 성우진(SBS)
- 이규화 - 타일러(매튜 맥커너히)
- 이근욱 - 함장(빌 팩스톤)
- 김용식 - 기관장(하비 케이틀)
- 이재용 - 에미트 대위(존 본 조비)
- 이종혁 - 히쉬 중령(제이크 웨버)
- 엄주환 - 쿠난 소령(데이빗 키스)
- 기경옥 - 함장의 아내(레베카 틸니)
- 윤병화 - 탱크(데이브 파워)
- 김강산 - 에디(테런스 C. 카슨)
- 손원일 - 트리거(톰 가이리)
- 박규웅 - 만젤라(에릭 팔라디노)
- 김민석 - 월츠(잭 노즈워시)
- 전인배 - 라슨(매슈 세틀)
- 엄태국 - 레빗(윌 이스티스)